# Sheila Young
Sheila Grace Young-Ochowicz (Birmingham, 14 ottobre 1950) è un'ex pattinatrice di velocità su ghiaccio ed ex pistard statunitense.

## Palmarès

### Pattinaggio di velocità
Olimpiadi
- 3 medaglie:
  - 1 oro (Innsbruck 1976 nei 500 metri)
  - 1 argento (Innsbruck 1976 nei 1500 metri)
  - 1 bronzo (Innsbruck 1976 nei 1000 metri)

Mondiali - Completi
- 2 medaglie:
  - 2 bronzi (Assen 1975; Gjøvik 1976)

Mondiali - Sprint
- 3 medaglie:
  - 3 ori (Oslo 1973; Göteborg 1975; Berlino 1976)

### Ciclismo su pista
Mondiali
- 5 medaglie:
  - 3 ori (San Sebastian 1973; Monteroni di Lecce 1976; Brno 1981)
  - 1 argento (Leicester 1982)
  - 1 bronzo (Marsiglia 1972)